# یونس مختار
یونس مختار (عربی: يونس مختار؛ زادهٔ ۲۹ اوت ۱۹۹۱) بازیکن فوتبال اهل پادشاهی هلند است.
از باشگاه‌هایی که در آن بازی کرده‌است می‌توان به باشگاه فوتبال النصر عربستان سعودی، باشگاه فوتبال توئنته، باشگاه فوتبال پک زووله، و باشگاه فوتبال پی‌اس‌وی آیندهوون اشاره کرد.
وی همچنین در تیم‌های ملی فوتبال زیر ۱۷ سال هلند، زیر ۱۹ سال هلند، زیر ۲۰ سال مراکش، و زیر ۲۳ سال مراکش بازی کرده‌است.

## حرفه باشگاهی

### در آغاز کار
مختار پیش از این قرار داد، برای اف سی آیندهوون، اف سی توئنته، النصر و یک زووله بازی می‌کرد.
در آوریل ۲۰۱۹، او قراردادی را با استاباک امضا کرد. این باشگاه در ۳ ژوئن ۲۰۱۹ اعلام کرد که مختار با توافق دوظرفه از باشگاه جدا شده‌است.

### کلمبوس خدمه اس‌سی
در ۱۹ ژوئیه ۲۰۱۹، مختار به عنوان یک بازیکن آزاد با کلمبوس کریو اس سیدر لیگ برتر فوتبال آمریکا پیوست. او اولین بازی خود را در ۱۰ اوت ۲۰۱۹ در تساوی ۲–۲ مقابل اف سی سینسیناتی در اولین دربی جهنم واقعی است در ام‌ال‌اس انجام داد و به عنوان جانشین لوئیس دیاز کاستاریکایی وارد زمین شد. او اولین گل خود را برای این تیم حدود یک ماه و نیم بعد در ۲۹ سپتامبر ۲۰۱۹ در پیروزی ۲–۰ مقابل فیلادلفیا یونیون به ثمر رساند. مختار در مجموع ۸ بازی در فصل ۲۰۱۹ انجام داد.
مختار برای فصل ۲۰۲۰ نیز در این تیم ماندگار شد. او گل‌های مهمی را در مسابقات لیگ برتر آمریکا به ثمر رساند و در برد ۴–۰ مقابل اف سی سینسیناتی گلزنی کرد و در پیروزی ۱–۰ مقابل آتلانتا یونایتد تک گل تیم را به ثمر رساند و به تیم کمک کرد تا در گروه خود پیروز شود. او در طول فصل به‌طور مکرر هم به‌عنوان استارتر و هم به‌عنوان بازیکن تعویضی مورد استفاده قرار می‌گرفت و در ۱۹ بازی سه گل به ثمر رساند که در ۱۰ بازی از آنها در ابتدا در ترکیب قرار گرفت. کلمبوس پس از فصل ۲۰۲۰، گزینه تمدید قرارداد خود را با مختار رد کرد.
در ۲۵ ژانویه ۲۰۲۱، مختار برای باقیمانده فصل خود به تیم حاضر در اردیویسه هلند یعنی آدو دن هاخ پیوست.

## حرفه بین‌المللی
مختار در کشور هلند از پدر و مادری مراکشی‌تبار به دنیا آمد. او ابتدا به تیم زیر ۱۷ سال هلند دعوت شد، و پس از آن چند بار با تیم ملی زیر ۱۹ سال هلند به میدان رفت و بازی کرد. مختار سپس تیم خود را تغییر داد و به تیم زیر ۲۰ سال مراکش دعوت شد. مختار آخرین بار توسط تیم زیر ۲۳ سال مراکش دعوت شد.